# Lista de bairros de Telêmaco Borba
Esta é uma lista de bairros de Telêmaco Borba, no estado do Paraná, de acordo com o Plano Diretor de 2005.
| Bairro                                   | Loteamentos/Subdivisões                                                                                                   | Região                                                                                   |
| ---------------------------------------- | --- | ---------------------------------------------------------------------------------------- |
| Centro                                   | Centro. | Macrozona de Intensificação Urbana                                                       |
| Bairro Alto das Oliveiras                | Bairro Alto das Oliveiras.                                                                                                | Macrozona de Intensificação Urbana                                                       |
| Bairro Alvorada                          | Bairro Alvorada, Jardim São Roque e Vila Três Chácaras.                                                                   | Macrozona Especial de Interesse Social                                                   |
| Bairro Ana Mary                          | Vila Ana Mary, Vila Monte Belo e Jardim Margarida                                                                         | Macrozona de Reestruturação e Requalificação Urbana                                      |
| Bairro Bela Vista                        | Bela Vista do Paraíso e Jardim São Vicente de Paulo.                                                                      | Macrozona de Área Consolidada I                                                          |
| Bairro Bom Jesus                         | Bairro Bom Jesus. | Macrozona de Área Consolidada I                                                          |
| Bairro CAIC                              | Jardim Argentina, Jardim Europa, Jardim San Rafael, Jardim São Félix, Rio Alegre e Recanto Feliz.                         | Macrozona de Consolidação Urbana e Macrozona de Área Consolidada III                     |
| Bairro Cidade Nova                       | Bairro Cidade Nova. | Macrozona de Intensificação Urbana                                                       |
| Bairro do Aeroporto                      | Jardim Aeroporto. | Macrozona do Entorno Aeroportuário                                                       |
| Bairro Jardim Alegre                     | Jardim Alegre. | Macrozona de Área Consolidada II                                                         |
| Bairro Jardim Bandeirantes               | Jardim Bandeirantes e Núcleo Mandaçaia.                                                                                   | Macrozona de Área Consolidada II                                                         |
| Bairro Jardim Bonavila                   | Jardim Bonavila. | Macrozona de Área Consolidada I                                                          |
| Bairro Jardim Florestal                  | Jardim Florestal. | Macrozona de Área Consolidada IV                                                         |
| Bairro Jardim Itália                     | Jardim Itália, Jardim Adriane, Jardim Alvorada, Jardim Alto das Araucárias, Vila Mariana e Vila Rosa.                     | Macrozona de Consolidação Urbana                                                         |
| Bairro Jardim Kroll                      | Jardim Kroll. | Macrozona de Consolidação Urbana                                                         |
| Bairro Jardim Monte Carlo                | Jardim Monte Carlo, Vila Siqueira e Parque Limeira Área 10.                                                               | Macrozona de Consolidação Urbana                                                         |
| Bairro Jardim Monte Sinai                | Jardim Monte Sinai I, Jardim Monte Sinai II, Residencial Casa Bella.                                                      | Macrozona de Área Consolidada I e Macrozona de Expansão                                  |
| Bairro Jardim União                      | Jardim União. | Macrozona Especial de Interesse Social                                                   |
| Bairro Limeira Área II                   | Parque Limeira Área II e Vila Ouro Verde.                                                                                 | Macrozona de Área Consolidada IV                                                         |
| Bairro Limeira Área III                  | Parque Limeira Área III.                                                                                                  | Macrozona de Consolidação Urbana                                                         |
| Bairro Limeira Área VI                   | Parque Limeira Área VI (Jardim Progresso) e Jardim Florença.                                                              | Macrozona de Consolidação Urbana                                                         |
| Bairro Limeira Área VII                  | Parque Limeira Área VII (Água Verde).                                                                                     | Macrozona de Consolidação Urbana                                                         |
| Bairro Macopa                            | Macopa e Marinha. | Macrozona de Intensificação Urbana e Macrozona de Reestruturação e Requalificação Urbana |
| Bairro Monte Alegre                      | Bairro Monte Alegre. | Macrozona de Intensificação Urbana                                                       |
| Bairro Nossa Senhora de Fátima           | Nossa Senhora de Fátima, Núcleo Residencial Dr. Juscelino Kubitschek de Oliveira (Cem Casas), Vila Castro e Vila Carrera. | Macrozona de Área Consolidada I e Macrozona de Expansão e Ocupação Urbana                |
| Bairro Nossa Senhora do Perpétuo Socorro | Bairro Nossa Senhora do Perpétuo Socorro.                                                                                 | Macrozona de Área Consolidada I                                                          |
| Bairro Praça dos Pinheiros               | Praça dos Pinheiros. | Macrozona de Área Consolidada I                                                          |
| Bairro Santa Rita                        | Jardim Santa Rita, Jardim São Luiz, Jardim São Jorge e Vila São José.                                                     | Macrozona de Reestruturação e Requalificação Urbana                                      |
| Bairro São Francisco                     | Jardim São Francisco e Jardim Brasília.                                                                                   | Macrozona de Área Consolidada III                                                        |
| Bairro São João                          | Vila São João, Vila Izabel, Jardim América e Jardim São Silvestre.                                                        | Macrozona de Consolidação Urbana e Macrozona Especial de Interesse Social                |
| Bairro Socomim                           | Socomim e Parque Limeira Área IV.                                                                                         | Macrozona de Intensificação Urbana                                                       |
| Bairro Triângulo                         | Triângulo. | Macrozona Municipal de Interesse Especial II (Rural)                                     |
| Bairro Vila Esperança                    | Vila Esperança, Vila Cristina, Vila Gomes e Jardim Primavera.                                                             | Macrozona de Área Consolidada IV                                                         |
| Bairro Vila Ozório                       | Vila Ozório e Vila Arcina.                                                                                                | Macrozona de Área Consolidada IV                                                         |
| Bairro Vila Rural Brilho do Sol          | Vila Rural Brilho do Sol.                                                                                                 | Macrozona Municipal de Interesse Especial III (Rural)                                    |
| Fazenda Monte Alegre                     | Fazenda Monte Alegre, Lagoa, Harmonia e Km28.                                                                             | Macrozona Municipal de Interesse Especial I (Rural)                                      |